# Yvette Lebon

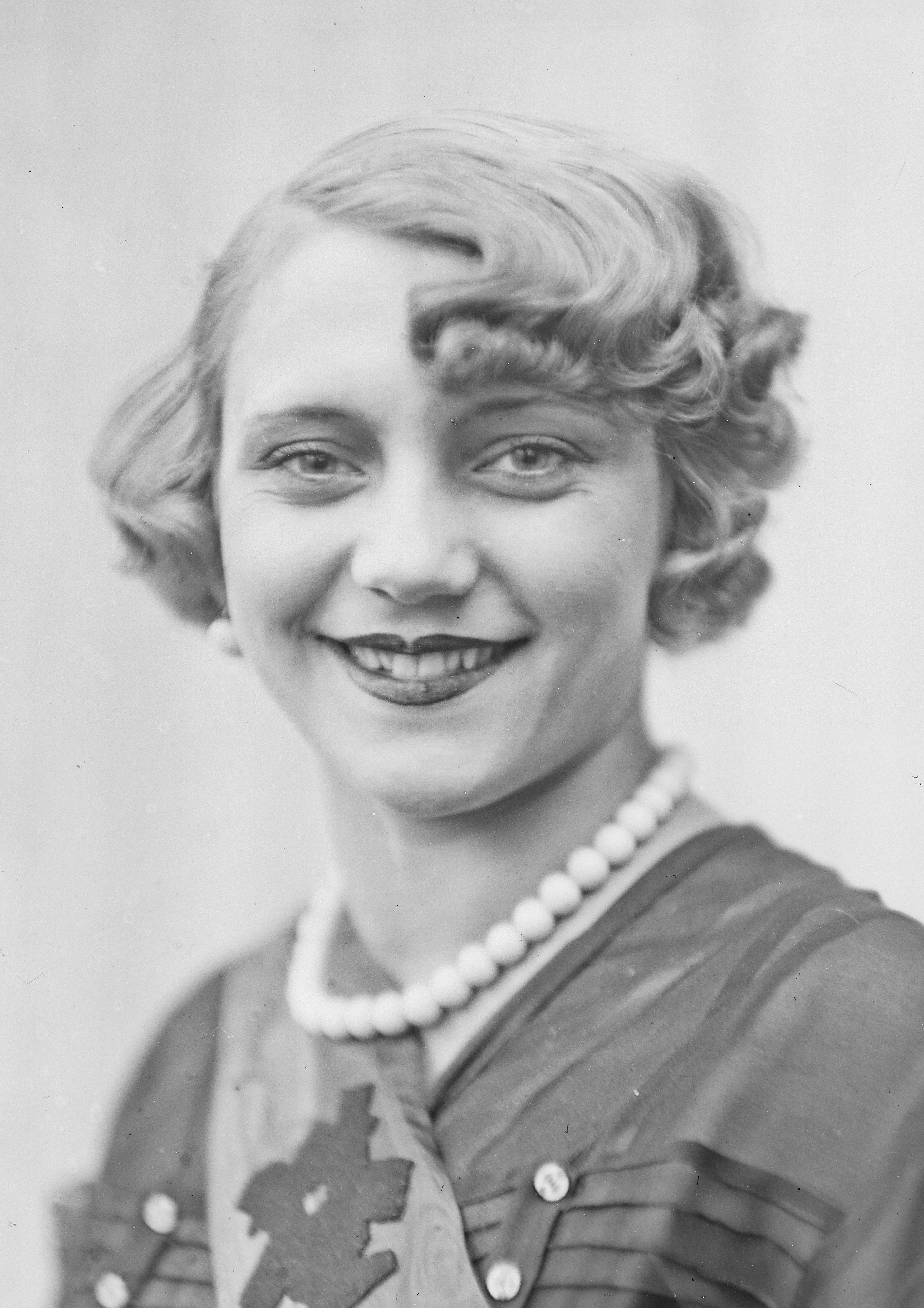
Yvette Lebon, 1930

Yvette Lebon (* 14. August 1910 in Paris; † 28. Juli 2014 in Cannes) war eine französische Schauspielerin.

## Leben und Karriere
Yvette Lebon begann ihre Karriere als Schauspielerin Anfang der 1930er-Jahre. Sie wurde von dem französischen Filmregisseur Marc Allégret entdeckt. Ihren Durchbruch in Frankreich hatte sie 1931 mit einer Nebenrolle in Zouzou, wo sie an der Seite von Josephine Baker und Jean Gabin spielte. Es folgten mehrere Filme, von denen die meisten allerdings nur in Frankreich gezeigt wurden. Während der Besatzung Frankreichs im Zweiten Weltkrieg floh sie nach Vichy-Frankreich, wo sie weiterhin Filme drehte. Nach Kriegsende heiratete sie den US-amerikanischen Filmproduzenten Nathan Wachsberger. In den darauffolgenden Jahren folgten weitere kleine Rollen, wie zum Beispiel 1962 in Herkules, der Sohn der Götter oder 1970 in Cannabis – Engel der Gewalt. Anfang der siebziger Jahre wurde es ruhiger um Lebon, die 1972 ihre letzte Rolle in je, tu, elles... spielte. Sie lebte zuletzt zurückgezogen in Paris und war neben Danielle Darrieux, Micheline Presle und Suzy Delair eine der letzten noch lebenden französischen Filmschauspielerinnen der Vorkriegszeit. Ihr Sohn Patrick Wachsberger ist Präsident von Summit Entertainment.

## Filmografie (Auswahl)
- 1931: Rive gauche
- 1937: Vertrauensbruch (Abus de confiance)
- 1938: Gibraltar (Gibraltar)
- 1952: Anna und der Henker (Il boia di lilla)
- 1957: Die Bestie von Paris (Les Mystères de Paris)
- 1960: Rasputin, der Dämon von Petersburg (L'ultimo zar)
- 1962: Herkules, der Sohn der Götter (Ulisse contro Ercole)
- 1963: Das Geheimnis des Scaramouche (La máscara de Scaramouche)
- 1965: Baraka, Agent X 13 (Baraka sur X 13)
- 1970: Cannabis – Engel der Gewalt
- 1972: Je, tu, elles…